# Trade Republic
Trade Republic Bank GmbH és un corredor i banc en línia alemany a Berlín. Les accions, els bons, els derivats i les criptomonedes es poden negociar en una aplicació mòbil. El gener de 2024, Trade Republic va dir que tenia quatre milions de clients en 17 mercats, inclosos 2,5 milions a Alemanya. Segons el cofundador Christian Hecker, Trade Republic és el "broker més gran d'Europa" i gestiona uns actius d'uns 35.000 milions d'euros.

## Història
Trade Republic es va fundar a Munic l'any 2015 amb el nom de Neon Trading a la incubadora d'empreses emergents de Comdirect Bank. Els fundadors de la companyia són el filòsof Christian Hecker, el físic Thomas Pischke i l'informàtic Marco Cancellieri. El 2017, Sino AG, amb seu a Düsseldorf, va invertir en l'empresa emergent i va adquirir la majoria de les accions de la companyia. El 2019 i el 2020, els capitalistes de risc Creandum, Project A Ventures, Accel Partners and Founders Fund van invertir més de 60 milions d'euros a Trade Republic; Sino AG va vendre accions i a partir d'ara ja no era el propietari majoritari.
El comerç de valors mitjançant l'aplicació es va oferir a Alemanya per a un grup d'usuaris tancat a partir del febrer de 2019 i sense restriccions d'usuari a partir del maig de 2019. L'abril de 2020, Trade Republic tenia 150.000 usuaris. Més d'un terç dels clients "mai abans havien comprat accions ni havien invertit en un ETF", segons Trade Republic. Els usuaris eren "de mitjana als 30 anys" i "homes".
Trade Republic va començar a oferir els seus serveis a Àustria el novembre de 2020, així com a França i Espanya el 2021. A finals del 2020, la companyia tenia 600.000 clients amb quatre mil milions d'euros en actius sota gestió. El 80 % dels usuaris haurien establert un pla d'estalvi de capital o ETF. Com a part de l'augment de les accions de GameStop el 2021, Trade Republic va imposar una interrupció de la compra en accions seleccionades, incloses les accions de GameStop, la tarda del 28 de gener de 2021. El corredor va citar la "situació extrema del mercat" i la protecció dels inversors com a motius de la decisió. Més tard es van presentar més de 4.000 queixes a l'Autoritat Federal de Supervisió Financera per aquesta decisió.
El maig de 2021, es va anunciar una altra ronda de finançament de 900 milions de dòlars amb una valoració de 5.000 milions de dòlars. El juny de 2022 Trade Republic va recaptar 250 milions més. El juny de 2022, Trade Republic va procedir a acomiadaments a causa d'un creixement excessiu de la seva força de treball i l'enduriment de les condicions comercials.
Trade Republic ofereix negociació d'accions fraccionades de valors des de l'octubre de 2022. Els clients poden comprar accions individuals en accions i ETF per tan sols un euro.
El corredor començà a pagar interessos sobre els dipòsits en efectiu el gener de 2023. Trade Republic va rebre una llicència bancària completa a finals de 2023. L'any 2024, la companyia va llançar la seva pròpia targeta de pagament. Com que és un banc alemany, està supervisat pel BaFin. Els diners del client es dipositen en comptes de fideïcomís òmnibus amb un dels bancs següents: Deutsche Bank AG, JP Morgan SE, HSBC Continental Europe SA i Citibank Europe plc.